# Jean-François Joseph Debelle
Pour les articles homonymes, voir Debelle.
Jean-François Joseph Debelle, né le 22 mai 1767 à Voreppe, mort le 15 juin 1802 à Saint-Raphaël, est un général français.

## Carrière militaire

### Guerres révolutionnaires
Il participe en juin 1794 à la bataille de Fleurus, en tant que général de brigade à titre provisoire. Ce "provisoire", attribué en janvier 1794, est confirmé en septembre, et prolongé jusqu'en novembre, date à laquelle il passe général de brigade à titre définitif. Il est à la prise de Düsseldorf en 1795, où la ville sera bombardée, avant que l'armée française ne rase ses fortifications.

### Armée d'Italie
À la suite de la bataille de Novi, il est chargé de diriger la retraite de l'artillerie jusqu'en France.

### Saint-Domingue
Debelle est désigné, le 7 décembre 1801, quelques jours seulement avant le départ de la flotte, pour commander l'artillerie de l'expédition de Saint-Domingue, lors de la Révolution haïtienne sous le commandement du général Charles Victoire Emmanuel Leclerc.
Peu après le débarquement au Cap, le 4 février 1802, il se met à la tête d’une colonne de secours envoyée dégager le général Jean Joseph Amable Humbert à Port-de-Paix, mais il est battu à son tour par le général haïtien Jacques Maurepas, le 17 février. Dans son rapport à Leclerc, Debelle rejette toute la responsabilité de cette attaque coûteuse sur Humbert, alors même que celui-ci, échaudé par ses précédents échecs, avait vainement tenté de tempérer ses ardeurs. Humbert est néanmoins placé aux arrêts à bord de la flotte française, puis plus tard renvoyé en France où il sera mis en retraite.
Une fois que Maurepas a fait sa soumission à Leclerc, Debelle se lance à la poursuite du général Jean-Jacques Dessalines : se laissant une fois encore emporter par son tempérament fougueux, il s’aventure sous les murs de la Crête-à-Pierrot où il est grièvement blessé, le 2 mars. Évacué, il réorganise ensuite l’artillerie (2 mai) et tente de s’opposer au pillage généralisé de la colonie par les officiers du corps expéditionnaire (1er juin) dans une adresse à l'armée qui restera lettre morte... Il tombe malade, vers le 12 juin et meurt, sans doute de fièvre jaune, à Saint-Raphaël le 15 juin, à l’âge de 35 ans. 
De l’avis de tous les chroniqueurs, Debelle était l’« Apollon de l’armée » (le général Sarrazin affirme même qu’il meurt au cours d’une « partie de plaisir » avec une métisse), mais était loin d’être un aussi grand penseur que séducteur…

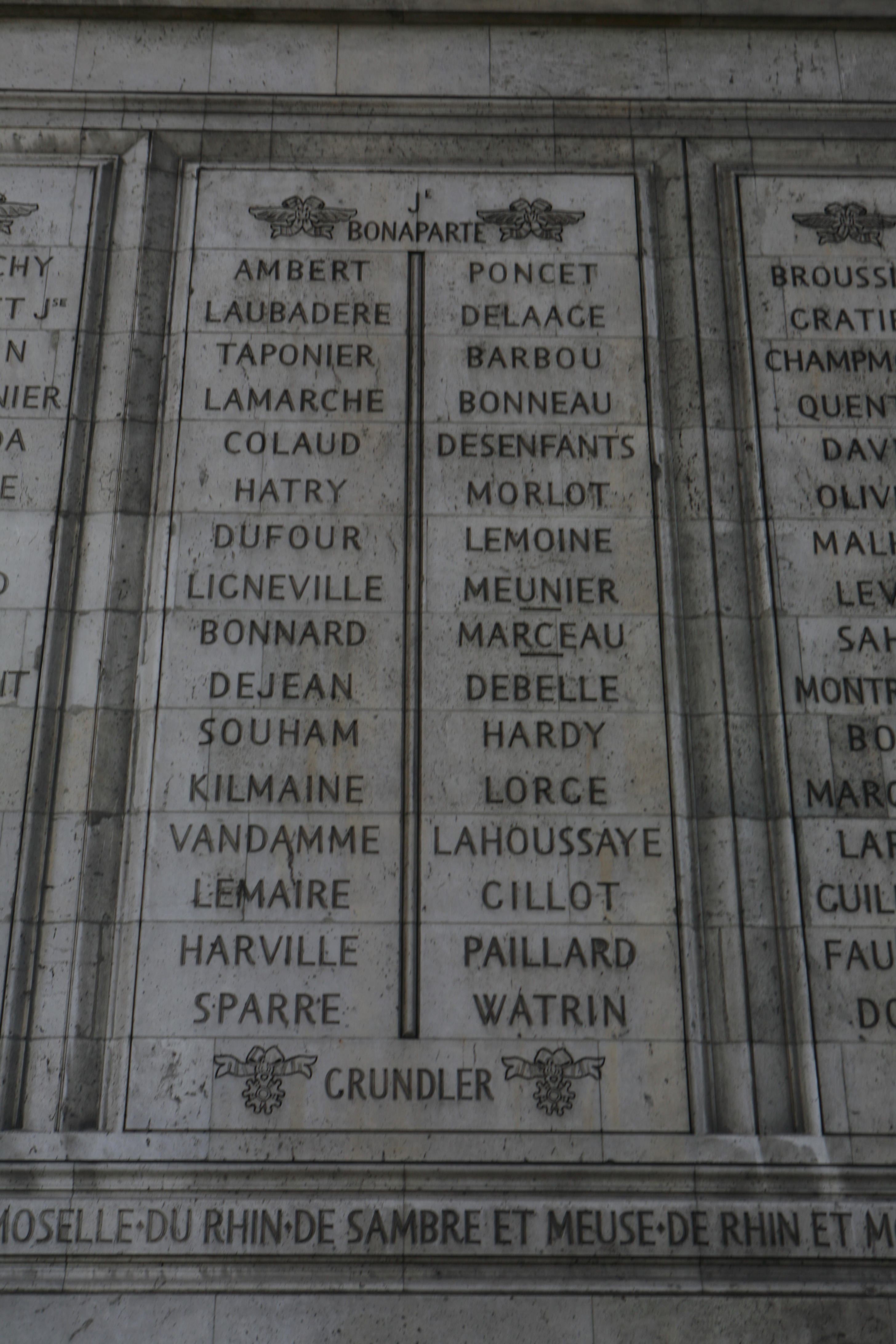
Noms gravés sous l'arc de triomphe de l'Étoile : pilier Nord, 5e et 6e colonnes.

Il est l'ami et le beau-frère du général Hoche : le général Hoche et le colonel Jean-François Debelle épousent respectivement le 21 ventôse an II (11 mars 1794), à Thionville, les sœurs Adélaïde et Justine Dechaux. Il est de plus le frère des généraux César Alexandre Debelle et Auguste Jean-Baptiste Debelle, nés de Joseph de Belle (appartenant à la petite noblesse de Savoie) et de Marguerite Sibillat (fille d'un bourgeois du Dauphiné, consul de Voreppe).

## Divers
- Le 10 mars 1803, une pension de 1 500 francs est accordée à son père. Cette pension est transmise à sa mort à la veuve de général, Marguerite Justine Dechaux.
- Le nom du général Jean François Joseph Debelle est inscrit sur la 6e colonne de l'arc de triomphe de l'Étoile, pilier Nord (Grande Armée/Wagram).

## Iconographie
- D'après Apianin, Portrait de Jean François Joseph Debelle, huile sur toile. Coll. Musée de Grenoble (inv. MG 488).

## Sources
- Beaubrun Ardouin, Études sur l'histoire d'Haïti, Paris, 1853-1865, t. 5.
- Malenfant (col.), Des colonies, et particulièrement de celle de Saint-Domingue, Paris, Audibert, 1814.
- Laura Virginia Monti, A calendar of Rochambeau's papers at the university of Florida Libraries, University of Florida Libraries, 1972.
- Charles Mullié, Biographie des célébrités militaires des armées de terre et de mer de 1789 à 1850, Paris, 1851.
- Jean Sarrazin, Mémoires du Général Sarrazin escrits par lui-même depuis 1770, jusqu'en 1848, Bruxelles, 1848.
- Georges Six, Dictionnaire biographique des généraux et amiraux de la Révolution et de l'Empire, Paris, Saffroy, 1934, tome I.